# Michaił Kojałowicz

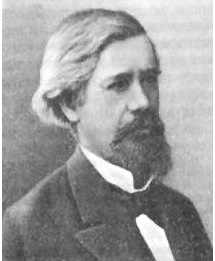

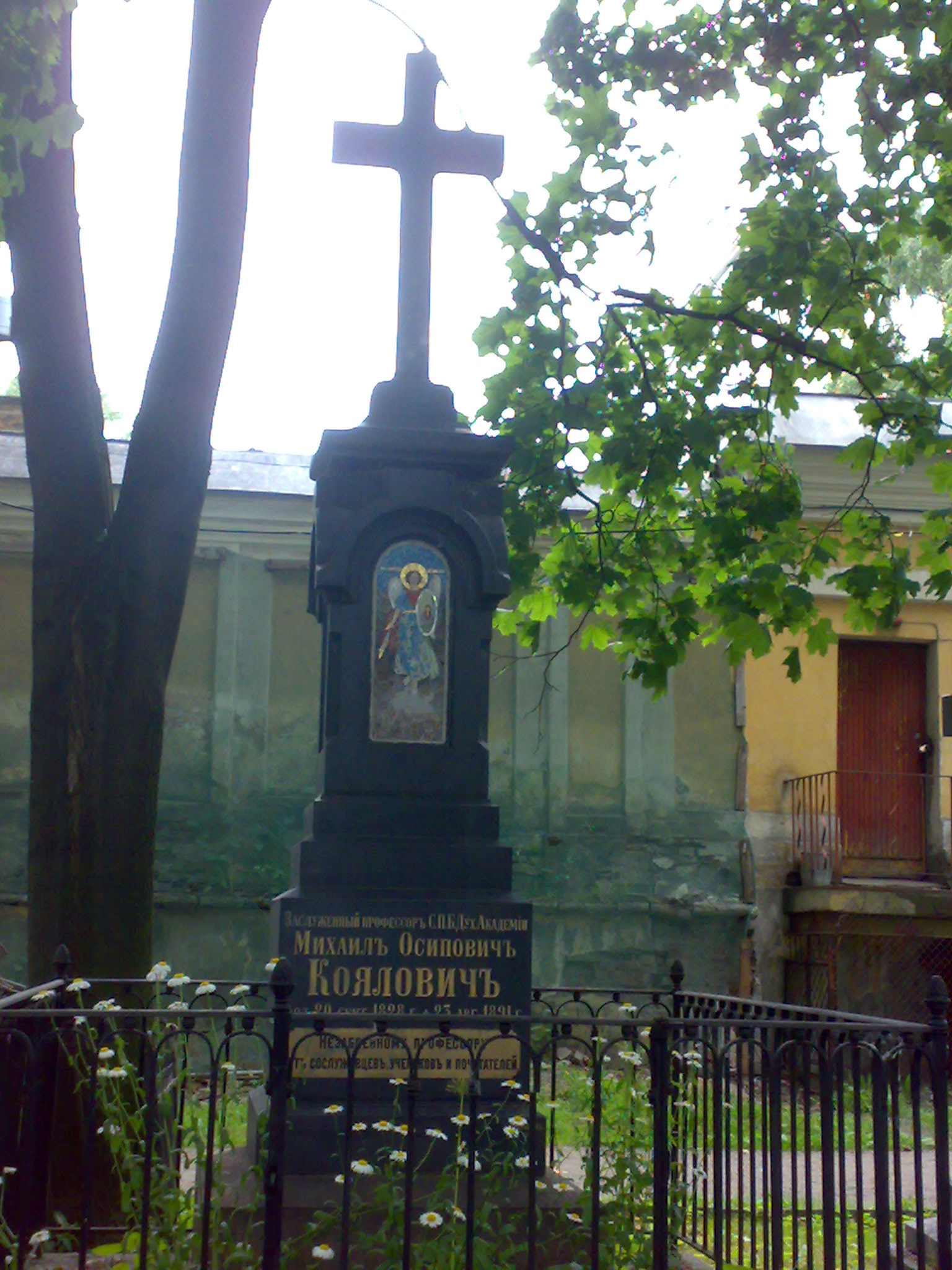
Nagrobek Kojałowicza na jednym z cmentarzy petersburskiej Ławry św. Aleksandra Newskiego

Michaił Kojałowicz (ur. 2 listopada 1828 w Kuźnicy, zm. 4 września 1891 w Petersburgu) – rosyjski historyk i publicysta pochodzenia białoruskiego, słowianofil, jeden z czołowych przedstawicieli nurtu zachodnioruskiego.

## Życiorys
Był synem Józefa Kojałowicza, duchownego unickiego, administratora parafii w Kuźnicy, który w 1839, na mocy postanowień synodu połockiego, przeszedł razem z całą rodziną do Rosyjskiego Kościoła Prawosławnego. Wykształcenie podstawowe uzyskał w szkole powiatowej przy monasterze w Supraślu. Ukończył prawosławne seminarium duchowne w Wilnie, a następnie studia na Petersburskiej Akademii Duchownej. Podczas nauki w seminarium Kojałowicz należał do grupy młodej inteligencji skupionej wokół pisma "Kurier Wileński" redagowanego przez Adama Kirkora, znał Władysława Syrokomlę, Antoniego Edwarda Odyńca, Mikołaja Malinowskiego. Największy wpływ na rozwój jego poglądów wywarł jednak metropolita wileński i litewski Józef, jeden z głównych organizatorów kasaty unii na terenie archieparchii wileńskiej. Kojałowicz ukończył seminarium duchowne jako najlepszy absolwent w swoim roczniku i dzięki temu został skierowany na naukę na Akademii Duchownej na koszt państwa. Po uzyskaniu końcowego dyplomu w 1855 został zatrudniony w seminarium duchownym w Rydze, a półtora roku później w seminarium duchownym w Petersburgu oraz na Petersburskiej Akademii Duchownej. Początkowo był zatrudniony na katedrze teologii porównawczej oraz katedrze historii rozłamu w Rosyjskiej Cerkwi Prawosławnej. Po obronie pracy magisterskiej został profesorem na katedrze historii Kościoła i państwa rosyjskiego, zaś w 1869 stanął na czele nowo utworzonej katedry historii Rosji. Kierował nią do śmierci.

## Dorobek naukowy i publicystyka
W 1859 i w 1862 opublikował kolejno dwa tomy swojej pracy magisterskiej z teologii poświęconej dziejom Kościoła unickiego na Litwie. W 1865 wydał zbiór dokumentów poświęconych zachodnim guberniom Imperium Rosyjskiego (ziemie zabrane) pt. Dokumienty, objasniajuszczije istoriju Zapadnoj Rossii i jeje otnoszenija k Wostocznij Rossii i k Polsze z przekładem na język francuski. Cztery lata później opublikował kronikę oblężenia Pskowa przez Stefana Batorego, a następnie wydał zapis obrad sejmu lubelskiego z 1569 z przekładem dokumentów na język rosyjski. W 1873 obronił dysertację doktorską zatytułowaną Istorija wozsojedinienija zapadnorusskich uniatow starych wriemien. Równocześnie do 1884 publikował w słowianofilskim piśmie Iwana Aksakowa "Dzień" cykl tekstów poświęconych dziejom ziem zachodnich Imperium. W swoich badaniach nad dziejami Kościoła unickiego analizował proces latynizacji unii, rolę zakonu bazylianów w tym procesie, znaczenie synodu zamojskiego. Argumentował, że latynizacja doprowadziła do kryzysu Kościoła unickiego, pozytywnie oceniał jego przyłączenie do Cerkwi prawosławnej. W swoich publikacjach opowiadał się za przynależnością ziem białoruskich do Rosji, z uwagi na wspólnotę wyznania, głosił ideę trójjedynego narodu rosyjskiego tworzonego przez Wielkorusów, Małorusów (Ukraińców) i Białorusinów, traktował kulturę trzech narodów wschodniosłowiańskich jako jedną całość. Sprzeciwiał się restytuowaniu Polski w granicach przedrozbiorowych i włączeniu do niej ziem białoruskich. Krytykował tych białoruskich działaczy, którzy przyszłość Białorusi widzieli w przymierzu z Polakami. Głosił również jedność całej kultury słowiańskiej, której fundamentem miała być działalność Cyryla i Metodego.
Najważniejszą pracą Kojałowicza była wydana w 1884 Istorija russkogo samosoznanija po istoriczeskim pamiatnikam i naucznym soczinienijam. Była to pionierska w Rosji praca nad samoświadomością Rosjan. Zyskała wysokie oceny w środowisku słowianofilów. W 1904 pośmiertnie ukazały się przygotowane przez historyka do druku Tajne pisma ijezuitow, bywszych w Rossii pri Pietrie Wielikom.
Walentina Tiepłowa uważa Kojałowicza za twórcę odrębnej szkoły w historiografii rosyjskiej XIX i XX wieku: prawosławnej szkoły historycznej. Zaliczali się do niej badacze pochodzenia rosyjskiego lub białoruskiego (rosyjskojęzyczni), silnie utożsamiający się z prawosławiem, skupiający się na badaniach nad dziejami Cerkwi.
Dorobek Kojałowicza po jego śmierci popadł w zapomnienie; informacje o nim nie pojawiały się w opracowaniach rosyjskich i białoruskich w ZSRR, w myśl oficjalnej ideologii teksty Kojałowicza należały do historiografii "reakcyjnej, klerykalno-monarchistycznej". Prace Kojałowicza poddał analizie Aleksandr Cwikiewicz, jednak krótko po tym fakcie został aresztowany, a jego opracowanie nie mogło być opublikowane.